# سیرینگ‌آلدهید
سیرینگ‌آلدهید(به انگلیسی: Syringaldehyde) یک ترکیب آلی است که به مقدار کمی در طبیعت مشاهده می‌شود. برخی از گونه‌های حشرات در سیستم‌های ارتباطی شیمیایی خود از سیرینگ‌آلدهید استفاده می‌کنند. سوسک نارون‌نشین اروپایی از آن به عنوان سیگنال برای یافتن درخت میزبان در طی فرایند تخمک گذاری خود استفاده می‌کند. 
از آنجا که این ترکیب دارای بسیاری از گروه‌های عاملی است ، می‌توان آن را در طبقه بندی‌های مختلف مانند ترکیبت آروماتیک ، آلدهید و فنول دسته بندی کرد. این ماده به صورت جامد بی رنگ است (نمونه‌های ناخالص آن به رنگ زرد دیده می‌شود) که در الکل و حلال‌های آلی قطبی قابل حل است و ضریب شکست آن ۱٫۵۳ است.